# İliç
İliç (von armenisch Lic oder Lick' ) ist eine Stadt und zugleich Verwaltungszentrum des gleichnamigen Landkreises in der türkischen Provinz Erzincan. Die Stadt (Belde) beherbergt die knappe Hälfte der Landkreisbevölkerung (2020: 50,2 %). Sie liegt etwa 114 Straßenkilometer südwestlich der Provinzhauptstadt Erzincan. Der Ort erhielt 1939 den Status einer Gemeinde (Belediye).
Ursprünglich hieß der Ort Puşadi, von armenisch p'şadi. Bis zum Anfang des 20. Jahrhunderts war der Ort zum Teil von Armeniern bevölkert.

## Landkreis
Der Landkreis (İlçe) liegt im südwestlichen Teil der Provinz und grenzt im Süden an den Kreis Kemaliye, im Westen an zwei Kreise der Provinz Sivas, im Norden an den Kreis Refahiye, im Osten an den Kreis Kemah und im Südosten an den Kreis Ovacık (Provinz Tunceli).
Zum Kreis gehören neben der Kreisstadt noch 58 Dörfer (Köy) mit einer durchschnittlichen Bevölkerung von 76 Bewohnern. Das Dorf Sabırlı ist das größte mit 515 Einwohnern. Ende 2020 lag İliç mit 8878 Einwohnern auf dem 5. Platz der bevölkerungsreichsten Landkreise in der Provinz Erzincan. Die Bevölkerungsdichte liegt mit 6 Einwohnern je Quadratkilometer unter dem Provinzdurchschnitt (20 Einwohner je km²).

## Söhne und Töchter der Stadt
- Mustafa Sarıgül (* 1956), Schriftsteller, Unternehmer und Politiker
- Hamdi Ulukaya (* 1972), Unternehmer